# Los Ocotes, Romita
Los Ocotes är en ort i Mexiko.   Den ligger i kommunen Romita och delstaten Guanajuato, i den centrala delen av landet, 300 km nordväst om huvudstaden Mexico City. Los Ocotes ligger 1 769 meter över havet och antalet invånare är 204.
Terrängen runt Los Ocotes är platt åt nordost, men åt sydväst är den kuperad. Runt Los Ocotes är det ganska tätbefolkat, med 124 invånare per kvadratkilometer. Närmaste större samhälle är Romita, 18,3 km öster om Los Ocotes. Trakten runt Los Ocotes består till största delen av jordbruksmark.